# Ogdó Aksiónova
Ogdó (Yevdokiya) Yegorovna Aksiónova (en ruso: Огдо́ (Евдокия) Его́ровна Аксёнова; Boganida, Taimiria, 8 de febrero de 1936 - Dudinka, 14 de febrero de 1995) fue una poeta dolgana, fundadora de la literatura escrita en dolgano.

## Biografía
Aksiónova nació en una familia de pastores de renos. Su madre, Fedosya Karpovna, era una artesana de talento y su abuela, Dabgien, fue quien la introdujo en el mundo de la poesía. Aprendió poesías y canciones de cazadores y pastores dolganos mayores y comenzó a escribir poemas en la escuela secundaria en Norilsk, donde recibió su primera crítica en el periódico Пионерская правда [La verdad de los pioneros] en 1953.
Tras acabar sus estudios secundarios entró en la Universidad Estatal de Irkutsk, pero enfermó y dejó los estudios temporalmente. Durante este tiempo dirigió el chum rojo (en ruso: Красный чум) de Játanga, una institución cultural soviética creada para apoyar a los pueblos nomádicos, también fue editor de la radio nacional de Taimiria. En 1956 ganó el segundo premio del periódico Taimiria Soviética por su historia «Paul Chuprin».
En 1965 se graduó del Curso de Literatura Superior en el Instituto Literario M. Gorky de Moscú, para pasar a trabajar en la Televisión de Taimiria y Radio Comité de la ciudad de Dudinka. En 1969, el diario de Norilsk Заполярная правда [La veridad polar] publicó, en traducción de Valery Kravets, los primeros poemas de Aksiónova. Inmediatamente después de la publicación de estos poemas, se ofreció a Aksiónova publicar su poesía en la popular revista Работница [La mujer trabajadora]. 
En 1973 se publicó su primer libro en dolgano, Бараксан [Baraksan], que incluía adivinanzas, proverbios y dichos dolganos, dándole un aire folclórico. Es el primer libro de la literatura dolgana, es incluso anterior a la creación de un alfabeto dolgano, por lo que los editores de Krasnoyarsk tuvieron dificultades para encontrar los tipos de letras necesarios. En su primera carta al traductor Valery Kravtsov en marzo de 1978, comentó que deseaba la experiencia de otras naciones: «Ahora familiarízate con nuestro alfabeto. Tomaré cinco letras de los yakutos y dos de los kazajos.» El primer borrador de su alfabeto fue preparado por Aksiónova a finales de 1978. Su versión fue apoyada en gran medida por los filólogos de Novosibirsk y fue aprobada en 1979.
En 1976 fue admitida a la Unión de Escritores de la Unión Soviética. Como su segundo libro, Aksiónova quería publicar material sobre canciones, por lo que lo tituló Canciones dolganas. El compositor de Krasnoyarsk Leonid Maslennikov musicó las poesías por primera vez. Tanto Canciones dolganas como Diseños de la tundra fueron publicados tanto en dolgano como en ruso. Su libro infantil Морошка [Mora de los pantanos] explica a los niños la cultura y las costumbres de las tundras del norte.
En 1980 las autoridades permitieron organizar una escuela en Dudinka para el aprendizaje experiencial de primer grado con el abecedario manuscrito de Aksiónova. En 1983 los impresores de Krasnoyarsk publicaron a rotaprint la cuarta edición del abecedario de Aksiónova, que fue utilizado en seis escuelas de la región de Taimiria. A pesar de ello, el jefe de la Oficina de Educación no apoyó de inmediato las aspiraciones de Aksiónova y afirmó que a los dolganos les bastaba saber únicamente el ruso. Solo en 1990 la editorial Просвещение [La Ilustración] publicó la séptima edición del abecedario de Aksiónova. Fue esta séptima edición la que finalmente recibió el reconocimiento oficial de las autoridades.
Aksiónova ya había publicado seis libros cuando en la década de 1980, junto con la profesora Anna Alekseevna Barbolina, graduada del Instituto Pedagógico de Leningrado, se dedicó durante diez años a la creación de un diccionario dolgano-ruso de cuatro mil palabras para la escuela primaria y otro más amplio de vocabulario académico de veinte mil. Ambas consiguieron publicar el diccionario en dos tomos: dolgano-ruso y ruso-dolgano.
El final de su vida Aksyonova decidió volver a la antigua poesía ritual dolgana. Ogdó Aksiónova murió la noche del 14 de febrero de 1995.